# 浪速管理
株式会社浪速管理（なにわかんり）は、大阪市西区に本社を置く、独立系のマンション管理会社である。

## 沿革
- 1971年6月 野崎弘毅により有限会社浪速管理設立
- 1977年7月 株式会社浪速管理設立（資本金1,000万円）
- 1979年12月 社団法人高層住宅管理業協会加盟
- 1990年3月 高知県に緑化事業部開設
- 1990年11月 東京営業所開設（東京都豊島区）
- 1996年5月 野崎弘毅社長、社団法人高層住宅管理業協会理事就任
- 1996年10月 明石営業所開設
社団法人高層住宅管理業協会保証機構加入
- 2000年7月 ISO9001認証取得（分譲マンション管理業務全般）
- 2002年5月 野崎弘毅社長、社団法人高層住宅管理業協会副理事長就任
- 2011年5月 野崎弘毅元社長、死去。公益社千里会館にて合同葬（社葬）執行（葬儀委員長：元国土交通大臣冬柴鐵三、喪主：野崎孔作）。

## グループ会社
- 株式会社浪速技建
- 株式会社浪速ライフサービス
- 有限会社なにわ
- 株式会社エヌエスエス